# Hyposmocoma rubescens
Hyposmocoma rubescens là một loài bướm đêm thuộc họ Cosmopterigidae. Nó là loài đặc hữu của Kauai.